# Baba Ahmed Ould Sidi Mohamed
Baba Ahmed Ould Sidi Mohamed (1962) es un político e ingeniero de Mauritania.
Cursó sus estudios superiores primero en Abiyán y Rusia, licenciándose después en ingeniería en el Instituto Politécnico de Járkov (Ucrania), donde obtuvo un máster en ciencias.
Trabajó como ingeniero en la Dirección de Energía del gobierno de Mauritania, donde llegó a ser Jefe de Servicio de Estudios y Planificación, de Mantenimiento Hidráulico y Director Adjunto en el Ministerio de Energía y Petróleo de 1995 a 2005, año en el que fue nombrado Presidente de la Comisión Nacional de Hidrocarburos. En julio de 2008 fue nombrado Ministro de Minas y Petróleo en el gobierno de Yahya Ould Ahmed Waghf. Después del golpe de Estado de 2008, fue separado del gobierno de la Junta militar, sustituyéndole Die Ould Zeine.